# 03式头盔
03式头盔（英文：QGF03）是中国人民解放军于2005年部署的一款作战头盔。该头盔与其前身QGF-02一样，采用凯夫拉复合材料制成，取代了老式钢盔，例如用于前线部队的GK80。

## 历史
根据解放军2017年8月4日发布的招标公告；目前，03式头盔正在被15A型头盔取代。

## 发展
QG-F03头盔是在中国第一款凯夫拉头盔QGF-02的基础上发展而来的，QGF-02于1994年首次生产，并配发给解放军香港驻军等部队。QGF-02 的设计目的是比现有钢盔更轻，弹道性能与美国PASGT头盔相当。

## 使用国家
- 中华人民共和国
- 蒙古国
- 俄羅斯
- 顿涅茨克人民共和国
- 卢甘斯克人民共和国

## 外部連結
1. 陆军大批量换装新一代头盔，将在一线野战军普及夜视仪
2. 《解放军士兵单兵装备多少钱？（二）-人民网》——人民网
3. 非洲解放军？大批头戴03钢盔，身穿07式迷彩黑人士兵——新浪